# 蜂谷輝雄
蜂谷 輝雄（はちや てるお 1895年10月4日 - 1979年7月2日）は、日本の外交官。自由インド仮政府初代公使や内閣総理大臣秘書官を務めた。

## 来歴・人物
東京生まれ。弁護士・蜂谷和輔の二男。旧制東京府立第一中学校（東京都立日比谷高等学校の前身）、東京高等商業学校（一橋大学の前身）予科、1919年（大正8年）3月、東京高等商業学校専攻部領事科卒業。6月、外務省入省。10月、高文試験外交科合格。ハンブルク副領事や在アメリカ合衆国日本国大使館二等書記官、奉天領事、バンクーバー領事などを経て、1933年（昭和8年）2月、柳条湖事件で苦慮した駐ハルビン総領事との兼務である森島守人の後を継ぎ、駐奉天総領事に着任した。1934年（昭和9年）6月、在連合王国日本国大使館一等書記官。
その後、1938年（昭和13年）3月、外務省文化事業部長、1938年（昭和13年）12月、駐ポーランド大使館参事官から、ブダペスト駐在を経て、1939年（昭和14年）10月、駐ブルガリア公使としてソフィア着任。1941年（昭和16年）には、台湾総督府外事部長兼外務省調査官に。1944年（昭和19年）12月、ビルマのバー・モウ、自由インド仮政府のチャンドラ・ボースの陸軍への説得により、自由インド仮政府初代公使としてラングーンに着任した。1946年（昭和21年）8月に帰国、第2次吉田内閣で総理秘書官を1948年（昭和23年）10月から1ヶ月あまり務めて、退官後、在外同胞援護会理事、復興金融金庫監事を経て、1958年日米協会主事、1961年から1977年まで日米協会専務理事。

## 栄典
- 1940年（昭和15年）8月15日 - 紀元二千六百年祝典記念章[3]
- 1965年（昭和40年）11月3日 - 勲二等瑞宝章[4]
- 1977年（昭和52年）11月3日 - 銀杯一組[5]
- 1979年（昭和54年）7月2日 - 正四位[6]、従三位[7]